# Dolina reke Malte
Dolina reke Malte  (nemško Maltatal) je dolina v Visokih Turah v srednje-vzhodnih Alpah. Sledi poteku reke Malta navzdol proti sotočju z reko Jezernico (Lieser), ki je levi pritok Drave. Večina območja doline pripada občini Malta na avstrijskem Koroškem.
Zgornja dolina Malte se konča pri jezu Kölnbrein vzhodno od skupine Ankogel, od koder potok Malta teče proti vzhodu približno 38 km navzdol vzdolž pogorja Reisseck do Gmünda in v reko Lieser. Dolina je znana po številnih slapovih med sezono, zato jo imenujejo tudi "dolina padajočih voda". 18 km dolga slikovita pot, nekdanja gradbena cesta skupine elektrarne Malta-Reisseck s številnimi serpentinami in šestimi predori, vodi do jezu na 1933 m nad morjem, kjer je hotel in razstava o hidroelektrarni.
Po avstrijskem Anschlussu do nacistične Nemčije, ki se je začel leta 1941, je bila dolina Malte delovno taborišče, kamor so bili deportirani vojni ujetniki iz Sovjetske zveze prisiljeni delati v kamnolomu granita, ki je oskrboval gradbišče Reichsautobahn (današnja Turska avtocesta) v bližnjem  Špitalu ob Dravi (Spittal an der Drau). Od nečloveških delovnih pogojev je umrlo najmanj 21 zapornikov; spomenik označuje njihov pokop v bližnji kapeli.